# 이노우에 슌지
이노우에 슌지(井上 俊次, 1960년 5월 15일~)는 일본의 음악가 및 음악 프로듀서로 주식회사 란티스의 대표 겸 사장이다.

## 약력
- 고등학교 시절에 동급생인 카게야마 히로노부에게 이끌려 록 밴드인 레이지에 가입, 키보드를 잡게 된다. 원래 드럼을 희망했지만 「피아노를 다뤄본 적 있다」는 이유로 키보드가 되었다고 한다.
- 1977년 『레이지』로 데뷔, 당시의 애칭은 포키
- 1981년 『레이지』해산.
- 다나카 히로유키와 함께 『네버랜드』를 결성.
- 『네버랜드』해체 후 『HUMAN NATURE』를 거쳐 1990년 『AIRBLANCA』 결성
- 1991년에 『AIRBLANCA』가 해체된 이후 음악 프로듀스에 전념.
- 1998년 『레이지』 재결성.
- 1999년 주식회사 란티스를 설립하고 사장으로 취임.

## 악곡 제공
- 카게야마 히로노부
  - 비의 길거리 A.M.5(1981년 앨범 『BROKEN HEART』 수록곡)

## 주요 담당 작품
※ 특별하게 기입하지 않는 한 음악 프로듀서 담당.
1996년
- 초자 라이딘（사운드 프로듀서）
- 포츈 퀘스트（프로듀서）

2001년
- 격투!크러시기어 TURBO
- 오네가이☆트윈즈
- HAND MAID 마이
- 망상과학 시리즈 원더바 스타일
- 오토기 스토리 천사의 꼬리

2003년
- 세인트 비스트 〜성수강림편〜

2004년
- 파이널 어프로치（제작）
- 신 게타로보
- 마이 히메
- 로젠 메이든

2005년
- 마이 오토메
- 절망소년
- 기동신선조 모에요 켄 TV
- 좋아하는 것은 좋아하는 것이니까 어쩔 수 없어!!（작화）
- 셔플!（제작 총 지휘）
- 건퍼레이드 오케스트라
- 노에인~또 하나의 너에게
- 로젠 메이든 트로이멘트

2006년
- 마지카노
- 택티컬 로어
- 서쪽의 착한 마녀 Astraea Testament（Executive Producer）
- Soul Link（Executive Producer）
- Strawberry Panic (애니메이션)（작화）
- 스모모모모모모~지상 최강의 신부~（작화）
- 사랑하는 천사 안젤리크（작화）
- 슈퍼 로봇대전OG -디바인 워즈-
- Project BLUE 지구 SOS
- 모레의 방향（작화）
- Gift 〜기프트〜 eternal rainbow（Executive Producer）
- 로젠 메이든 오벨튜레

2007년
- 비너스 버서스 바이러스（작화）
- 괴물왕녀（작화）
- 아이돌 마스터 XENOGLOSSIA
- 기신대전 기간틱 포뮬러
- 세인트 비스트 〜광음 서사시 천사담〜（작화）
- sola（프로듀서）
- 포테마요（작화）
- 스쿨데이즈（작화）
- 아이들의 시간（작화）
- 휴대전화 소녀（프로듀서）
- 그대가 바라는 영원 〜Next Season〜（작화）

2008年
- 사후문
- 광란가족일기（작화）
- 배틀 스피리츠 소년돌파 바신
- 케로로 군조 ※5th 시즌10월 이후
- 노을 빛으로 물드는 언덕（작화）
- 식령 -제로-（작화）

2009年
- 우주를 달리는 소녀
- 내일의 요이치!（작화）
- Phantom 〜Requiem for the Phantom〜（Project Phantom 파트너즈）
- 진 마징가 충격! Z편 on television
- 신곡주계 폴리포니카 크림슨S（작화）
- 티어즈 투 티아라（작화）
- 사키（작화협력）
- 첫 사량 한정（작화）
- NEEDLESS（Executive Producer）
- 다이쇼 야구 소녀（작화）

## 레코딩 참가 작품
- 옴니버스 앨범『SUPER ROCK SUMMIT 〜천국으로의 계단〜』(레드 제플린 커버 앨범)「TRAMPLED UNDER FOOT」
- 옴니버스 앨범 『SUPER ROCK SUMMIT　〜RAINBOW EYES〜』(레인보우 커버 앨범)「EYES OF THE WORLD」「EYES OF THE WORLD」「STREET OF DREAMS」

## 같이 보기
- 애니메이션 송
- 레이지
  - 카게야마 히로노부
  - 타가사키 아키라(LOUDNESS)
  - 히구치 무네타카(LOUDNESS)
  - 다나카 히로유키
- JAM Project